# Милфорд (Илиноис)
Милфорд (енгл. Milford) град је у америчкој савезној држави Илиноис.

## Демографија
По попису из 2010. године број становника је 1.306, што је 63 (-4,6%) становника мање него 2000. године.
| Група             | 2000.         | 2010.         |
| Белци             | 1.339 (97,8%) | 1.258 (96,3%) |
| Афроамериканци    | 0 (0,0%)      | 4 (0,3%)      |
| Азијати           | 0 (0,0%)      | 1 (0,1%)      |
| Хиспаноамериканци | 26 (1,9%)     | 37 (2,8%)     |
| Укупно            | 1.369         | 1.306         |